# Radošovce (Skalica)
Radošovce (in ungherese Felsőrados) è un comune della Slovacchia facente parte del distretto di Skalica, nella regione di Trnava.